# 栃木県立足利南高等学校
栃木県立足利南高等学校（とちぎけんりつあしかがみなみこうとうがっこう）は栃木県足利市下渋垂町にある高等学校。

## 特色

### 設置学科
- 全日制課程
  - 総合学科

### 履修科目
- 総合学科である本校の特色の一つに、２・３年次多くの選択授業を履修できることがあげられる。自分の進路や興味関心に合わせ選択できる。ただ、大学・短大等への進学希望者はその入試を視野に入れ、受検科目を含めた時間割を組むことが望ましい。
- 時間割の作成は1年次の「産業社会と人間」の中で行い、3年次の時間割の確定は2年次の「総合探究Ⅰ」の中で行う。

| 教科            | 科目 |
| --------------- | --- |
| 国語科          | 国語表現 古典A 古典B 演劇Ⅰ                                                                                    |
| 地理歴史·公民科 | 日本史B 地理B                                                                                                 |
| 数学科          | 数学Ⅱ 数学B                                                                                                   |
| 理科            | 物理基礎 化学基礎 地学基礎 科学と人間生活                                                                     |
| 体育科          | スポーツ概論 スポーツⅠ スポーツⅡ                                                                              |
| 芸術科          | 音楽Ⅱ 美術Ⅱ 書道Ⅱ ソルフェージュ 声楽 器楽 素描 絵画 ビジュアルデザイン クラフトデザイン                      |
| 外国語科        | 英語表現Ⅰ 英語会話 総合英語 中国語Ⅰ                                                                           |
| 家庭科          | 子供の発達と教育 生活と福祉 ファッション造形基礎 フードデザイン 製菓実習 ニットデザイン 伝統文化 染色デザイン |
| 情報科          | 情報テクノロジー コンテンツの制作と発信 Webデザイン コンピュータリテラシー 簿記                               |

| 教科            | 科目 |
| --------------- | --- |
| 国語科          | 国語表現 古典A 古典B 演劇Ⅰ 演劇Ⅱ                                                                                 |
| 地理歴史·公民科 | 日本史A 日本史B 地理A 地理B 政治・経済 倫理                                                                      |
| 数学科          | 数学Ⅱ 数学B 数学Ⅲ 応用数学                                                                                       |
| 理科            | 化学基礎 物理 化学 科学と人間生活 応用生物                                                                       |
| 体育科          | スポーツⅠ スポーツⅡ スポーツⅥ 健康管理 運動処方                                                                  |
| 芸術科          | 音楽Ⅱ 美術Ⅱ 書道Ⅱ 音楽理論 声楽 器楽 素描 絵画 ビジュアルデザイン クラフトデザイン                               |
| 外国語科        | コミュニケーション英語Ⅲ 英語表現Ⅰ 英語表現Ⅱ 英語会話 総合英語 実践英語 中国語Ⅰ                                   |
| 家庭科          | 子供の発達と教育 生活と福祉 ファッション造形基礎 フードデザイン 服飾手芸 食文化 伝統文化 染色デザイン マナー研究 |
| 情報科          | 情報の表現と管理 情報システムのプログラミング ネットワークシステム 情報デザイン ビジネス基礎                     |

### 系列
本校は特色ある5つの系列を持ち、生徒の幅広い興味関心にこたえます。

#### 人文社会系列
- 我が国や諸外国の文化・伝統及び語学の学習を通して、異文化への理解やコミュニケーション能力を高め、国際化社会でよりよく生きる意欲・能力・態度を育成する。

#### 自然科学系列
- 数学や理科などの教科・科目の学習を通して、自然の原理・科学の方法について理解を深め、科学的に探究する意欲・能力・態度を育成する。

#### 芸術・スポーツ系列
- 音楽・美術・書道・演劇等の創作活動やスポーツの理論・実践活動を通じて、豊かな表現能力や科学的にスポーツを実践する意欲・能力・態度を育成する。

#### 情報メディア系列
- コンピュータを活用し、さまざまな情報を整理・発信する知識・技術を実践的・体験的に習得させ、情報社会に積極的に参画する意欲・能力・態度を育成する。

#### 生活デザイン系列
- 身近な生活全般に関して実践的体験的に学習することを通して、豊かな生活を創造する意欲・能力・態度を育成する。

### 総合学科発表会
- 本校の特色ある科目を集め１年間の学習の成果や研究結果の発表を行う。
- １年次は科目「産業社会と人間」で将来の自分や職業について考えを発表する「ライフプラン発表」、２年次は科目「総合的な探究の時間Ⅰ」でテーマを設定し、調べたことを発表する「ミニ課題研究発表」、３年次は科目「総合的な探究の時間Ⅱ」で自分で設定したテーマについて深く研究を行う「課題研究発表」を行う。
- その他にも、演劇・音楽・美術・書道・手芸・ダンスなど様々な科目の成果の発表が行われる。

### 部活動
運動部
- 野球部
- サッカー部
- テニス部
- バスケットボール部
- バドミントン部
- 陸上部
- バレーボール部
- 柔道部
- 剣道部
- 水泳部
- ウェイトリフティング部

文化部
- 吹奏楽部
- 写真部
- 演劇部
- 天文気象部
- 美術部
- 文芸部
- ICE部
- フォーク部
- 茶道部
- 華道部
- 生物部

### 所在地
- 〒326-0334 栃木県足利市下渋垂町980

### アクセス
- 東武伊勢崎線 県駅下車、徒歩約10分

## 沿革
- 1976年1月1日 創立
- 2000年4月1日 総合学科を開設
- 2007年9月22日 オーストラリアのホークスベリー高校[1] と姉妹校提携

## 著名な出身者
- 須永辰緒 - DJ、ミュージシャン、音楽プロデューサー
- 河口恭吾 - 歌手
- 竹馬靖具 - 映画監督、脚本家、俳優
- 吉沢潤一 - 漫画家